# Mí (thực vật)
Mí hay khê núi (danh pháp hai phần: Lysidice rhodostegia) là loài thực vật có hoa trong họ Đậu. Loài này được Hance miêu tả khoa học đầu tiên.